# Zuzana Geislerová
Zuzana Geislerová, provdaná Soukupová (* 14. března 1952 Praha), je česká herečka.

## Život
Zuzana Geislerová pochází z umělecké rodiny. Její matka Růžena Lysenková byla herečkou. Měla bratra Petra Geislera (1949–2009), který byl lékařem a japanologem. Je tetou sester Geislerových, Lenky, Anny a Ester, které jsou herečkami a výtvarnicemi. Z prvního manželství s hercem Pavlem Soukupem má syna Adama.
Vystudovala DAMU.

## Filmografie
- 2010 Cukrárna
- 2007 Hostel II
- 2005 3 plus 1 s Miroslavem Donutilem
- 2003 Děti planety Duna
- 2000 Duna
- 1997 Pokořitelé Tróje
- 1997 Výchova dívek v Čechách
- 1993 Svatba upírů
- 1992 Hříchy pro pátera Knoxe
- 1990 Největší z Pierotů
- 1989 Dobrodružství kriminalistiky
- 1989 Volná noha
- 1988 Křivda
- 1987 Kam, pánové, kam jdete?
- 1986 Smrt krásných srnců
- 1984 Jak se rozloučit s Odettkou
- 1984 Sanitka
- 1982 Šílený kankán
- 1979 Drsná Planina
- 1975 Profesoři za školou
- 1974 Píšťalka pro dva
- 1974 V každém pokoji žena
- 1973 Milenci v roce jedna